# حملة جون الأولى إلى أيرلندا
رحلة جون الأولى إلى أيرلندا John's first expedition to Ireland هي رحلة قام بها جون بلانتاجانت إلى جزيرة أيرلندا كجزء من حملة لتأمين نفوذ عائلة بلانتاجانت ومملكة إنجلترا، الذين خططوا لإقامة مملكة أيرلندا ضمن حدود الإمبراطورية الأنجوية.
جون نفسه سيكون ملك إنجلترا مستقبلا وهو ابن الملك هنري الثاني ملك إنجلترا، وقد منحه والده لقب لورد أيرلندا في مجلس أوكفسورد عام 1177.
على الرغم من طموح جون إلى مملكة القدس، إلا أن والده أرسله غربا إلى أيرلندا ووصل إلى أيرلندا عام 1185.